# Обандо Браво, Мигель
Мигель Обандо-и-Браво (исп. Miguel Obando y Bravo; 2 февраля 1926, Ла-Либертад — 3 июня 2018, Манагуа) — никарагуанский католический иерарх, салезианец, с 1985 — первый кардинал Никарагуа и всего Центральноамериканского региона. Титулярный епископ Пуциа ди Бицачена и вспомогательный епископ Матагальпы с 18 января 1968 по 16 февраля 1970. Архиепископ Манагуа на протяжении 35 лет, с 16 февраля 1970 по 12 марта 2005. Кардинал-священник с титулом церкви Сан-Джованни-Эванджелиста-а-Спиначето с 25 мая 1985. Видный общественно-политический деятель, в 1980-х годах — противник, с середины 2000-х — сторонник сандинистского правительства.

## Образование
Родился в крестьянской семье близ города Ла-Либертад (в Ла-Либертаде родился Даниэль Ортега, президент и кардинал считаются земляками). В ранней молодости вступил в салезианскую конгрегацию. Учился в салезианском колледже Гранады.
Получил в Сан-Сальвадоре учёные степени по латинскому и древнегреческому языкам, математике, физике и философии. Изучал теологию и психологию в университетах Гватемалы, Колумбии, Венесуэлы, Италии.

## Священнослужение
10 августа 1958 года Мигель Обандо-и-Браво был рукоположён в священники. Преподавал в католических вузах Никарагуа и Сальвадора, был ректором салезианской академии. В январе 1968 возведён в епископский сан. Тогда же получил от Папы Римского Павла VI назначение вспомогательным епископом Матагальпы.
С 16 февраля 1970 Мигель Обандо-и-Браво — Архиепископ Манагуа, глава никарагуанской Римско-католической церкви. Биографы отмечают его высокий моральный авторитет среди никарагуанских католиков. Возглавлял Конференцию епископов Никарагуа в 1971—1997, Секретариат епископов Центральной Америки и Панамы в 1976—1980.
25 мая 1985 Папа Иоанн Павел II возвёл Мигеля Обандо-и-Браво в сан кардинала. Обандо-и-Браво стал первым кардиналом в истории Никарагуа и одним из первых в Центральной Америке.
В апреле 2005 года участвовал в конклаве, избравшем Папу Бенедикта XVI.

## Общественно-политическая роль
При правлении Анастасио Сомосы архиепископ Обандо-и-Браво резко критиковал режим за коррупцию и нарушения прав человека. Он дважды выступал посредником при захвате заложников сандинистскими партизанами. В августе 1978 посредничество Обандо-и-Браво помогло сандинистским боевикам Эдена Пасторы добиться выполнения своих требований при захвате заложников в Национальном дворце.
После прихода сандинистов к власти в 1979 Обандо-и-Браво выступал с острой критикой режима СФНО и лично Даниэля Ортеги за марксистскую идеологию, прокоммунистические тенденции и антирелигиозную политику. Советская печать характеризовала архиепископа Манагуа как фактического лидера невооружённой части никарагуанской оппозиции. Обандо-и-Браво являлся активным сторонником Иоанна Павла II и поддерживал требование Папы к католическим священникам (в частности, братьям Эрнесто и Фернадо Карденаль) либо порвать с правительством СФНО, либо сложить сан.
В то же время кардинал ограничивался мирными средствами борьбы, не принадлежал к движению Контрас и не участвовал в гражданской войне.
При посредничестве кардинала Обандо-и-Браво в 1988 году протекал диалог между движением контрас Никарагуанское сопротивление и сандинистским правительством. Этот процесс завершился мирным урегулированием. Подпись кардинала — как заверяющего свидетеля — стоит под Соглашением Сапоа от 23 марта 1988 года о прекращении гражданской войны.
С середины 2000-х годов Мигель Обандо-и-Браво изменил отношение к СФНО. Он одобрил идеологическую эволюцию сандинизма, крен СФНО в направлении традиционализма и католических «духовных скреп». 3 сентября 2005 кардинал присутствовал при католическом бракосочетании Даниэля Ортеги с Росарио Мурильо. После возвращении СФНО к власти в 2006 Обандо-и-Браво выступает как политический союзник СФНО и персонально четы Ортега—Мурильо (в то время как Эрнесто Карденаль теперь выступает как активный противник «злодея Ортеги» и его «семейной диктатуры»).

## Награды
- «За приверженность миру и примирению в Никарагуа и всей Центральной Америке» награждён большим крестом ордена Франсиско Морасана — наградой Центральноамериканского парламента (15.05.2006)[9].